# Moschea di Kobe
La moschea di Kobe (Giapponese: 神戸モスク), anche nota come moschea islamica di Kobe (神戸ムスリムモスク) è un luogo di culto musulmano situato a Kōbe, in Giappone.

## Nome
La scelta del nome della moschea si limitò al riferimento alla città in cui fu edificata, poiché letteralmente Kōbe si traduce come "porta di Dio".

## Storia
La moschea fu fondata nell'ottobre del 1935 a Kobe ed è stata la prima moschea del Giappone. La sua costruzione fu finanziata da donazioni raccolte dal Comitato islamico di Kobe a partire dal 1928 fino alla sua apertura nel 1935. Aga Khan III fu il principale contribuitore. Il primo ministro del Pakistan orientale incontrò l'imperatore del Giappone Hirohito per discutere la costruzione di una moschea e l'imperatore offrì una terra per la sua costruzione. La moschea fu confiscata dalla Marina imperiale giapponese nel 1943 ed utilizzata come luogo di rifugio, soprattutto per le truppe, che trovavano riparo nel seminterrato. Tuttavia, la moschea continua ad essere in funzione anche al giorno d'oggi. Si trova nel quartiere Kitano-cho, il quartiere straniero di Kobe. Grazie al suo piano interrato e alla sua struttura, la moschea è sopravvissuta ai bombardamenti aerei che devastarono la maggior parte dei distretti urbani di Kobe nel 1945 e fu in grado di resistere anche al terremoto di Kobe del 1995. La moschea si trova in una delle zone turistiche più note di Kobe, in cui si trovano diversi vecchi edifici in stile occidentale.
La moschea fu costruita seguendo lo stile tradizionale turco dall'architetto ceco Jan Josef Švagr (1885-1969), che fu architetto anche di un certo numero di edifici religiosi occidentali in tutto il Giappone.

## Ristrutturazione post-bellica
In seguito ai bombardamenti della seconda guerra mondiale, l'esterno della moschea rimase annerito a causa delle bombe. La ristrutturazione dell'edificio è stata possibile grazie ai contributi economici dei governi di Arabia Saudita e Kuwait. Le finestre in vetro rotte furono sostituite con finestre nuove importate direttamente dalla Germania. Le nuove luci decorative furono appese al centro della sala da preghiera principale. Fu installato anche un sistema di controllo della temperatura interna della stanze.
La scuola, distrutta durante la guerra, fu rinnovata e vennero aggiunti alcuni edifici supplementari.

## Stile architettonico
L'esterno della moschea ricorda i vecchi minareti tradizionali. L'interno è costituito da pareti in marmo bianco e dipinti dorati. Si tratti di un edificio a tre piani, costruito secondo uno stile architettonico particolare, con una base, un albero e una galleria. La base è usata come sala da preghiera per gli uomini ed al primo piano. L'albero è il secondo piano, utilizzato come sala da preghiera destinata alle donne. La galleria è comunemente usata per la chiamata alla preghiera.